# Třetí vláda Jicchaka Šamira
Třetí vláda Jicchaka Šamira byla sestavena Jicchakem Šamirem z Likudu 22. prosince 1988 po volbách v listopadu 1988. Jednalo se o vládu národní jednoty mezi Likudem a Ma'arach, přičemž členy koalice byly také Národní náboženská strana, Šas, Agudat Jisra'el, Degel ha-Tora. Jednalo se o první vládu, která měla ministra životního prostředí.
Poté, co Šamir v roce 1990 odmítl přijmout mírovou iniciativu ministra zahraničních věcí Spojených států Jamese Bakera, podala strana Ma'arach návrh na vyslovení nedůvěry vládě. Šamir propustil všechny ministry za stranu Ma'arach, ale hlasování proběhlo poměrem hlasů 60:55, což znamenalo, že prezident Chajim Herzog musel požádat jednoho z předsedů strany o sestavení nové vlády. Byl to první a dosud jediný případ, kdy byla vláda svržena na základě návrhu na vyslovení nedůvěry. Herzog původně požádal předsedu Ma'arach Šimona Perese, aby sestavil novou vládu, ale poté, co Peres nebyl schopen vládu sestavit, se obrátil na Šamira, který 11. června úspěšně sestavil 24. vládu. Tento incident se stal známým jako špinavý trik.

## Členové vlády
| Vláda                                   | Vláda                               | Vláda                     |
| Úřad                                    | Člen vlády                          | Politická strana          |
| --------------------------------------- | ----------------------------------- | ------------------------- |
| Předseda vlády                          | Jicchak Šamir                       | Likud                     |
| Úřadující premiér                       | Šimon Peres (do 15. března 1990)    | Ma'arach                  |
| Místopředseda vlády                     | David Levy                          | Likud                     |
| Místopředseda vlády                     | Jicchak Navon (do 15. března 1990)  | Ma'arach                  |
| Ministr zemědělství                     | Avraham Kac-Oz (do 15. března 1990) | Ma'arach                  |
| Ministr komunikací                      | Gad Ja'akobi (do 15. března 1990)   | Ma'arach                  |
| Ministr obrany                          | Jicchak Rabin (do 15. března 1990)  | Ma'arach                  |
| Ministr ekonomiky a plánování           | Jicchak Moda'i                      | Likud                     |
| Ministr školství a kultury              | Jicchak Navon (do 15. března 1990)  | Ma'arach                  |
| Ministr energetiky a infrastruktury     | Moše Šachal (do 15. března 1990)    | Ma'arach                  |
| Ministr životního prostředí             | Roni Milo (do 7. března 1990)       | Likud                     |
| Ministr životního prostředí             | Rafa'el Edri (7. – 15. březen 1990) | Ma'arach                  |
| Ministr financí                         | Šimon Peres (do 15. března 1990)    | Ma'arach                  |
| Ministr zahraničních věcí               | Moše Arens                          | Likud                     |
| Ministr zdravotnictví                   | Ja'akov Cur (do 15. března 1990)    | Ma'arach                  |
| Ministr bydlení a výstaby               | David Levy                          | Likud                     |
| Ministr absorpce imigrantů              | Jicchak Perec                       | Šas                       |
| Ministr průmyslu a obchodu              | Ariel Šaron (do 20. února 1990)     | Likud                     |
| Ministr průmyslu a obchodu              | Moše Nisim (od 20. února 1990)      | Likud                     |
| Ministr vnitra                          | Arje Deri                           | Nebyl členem Knesetu      |
| Ministr spravedlnosti                   | Dan Meridor                         | Likud                     |
| Ministr práce a sociální péče           | Jicchak Šamir (do 7. března 1990)   | Likud                     |
| Ministr práce a sociální péče           | Roni Milo (od 7. března 1990)       | Likud                     |
| Ministr policie                         | Chajim Bar-Lev (do 15. března 1990) | Ma'arach                  |
| Ministr náboženských věcí               | Zevulun Hammer                      | Národní náboženská strana |
| Ministr vědy a rozvoje                  | Ezer Weizman (do 15. března 1990)   | Ma'arach                  |
| Ministr turismu                         | Avraham Šarir                       | Likud                     |
| Ministr dopravy                         | Moše Kacav                          | Likud                     |
| Ministr bez portfeje                    | Rafa'el Edri (do 7. března 1990)    | Ma'arach                  |
| Ministr bez portfeje                    | Moše Nisim (do 7. března 1990)      | Likud                     |
| Ministr bez portfeje                    | Mordechaj Gur (do 15. března 1990)  | Ma'arach                  |
| Ministr bez portfeje                    | Ehud Olmert                         | Likud                     |
| Ministr bez portfeje                    | Avner Šaki (od 27. prosince 1988)   | Národní náboženská strana |
| Ministr bez portfeje                    | David Magen                         | Likud                     |
| Náměstek ministra financí               | Josi Bejlin (do 15. března 1990)    | Ma'arach                  |
| Náměstek ministra zahraničních věcí     | Benjamin Netanjahu                  | Likud                     |
| Náměstek ministra vnitra                | Refa'el Pinchasi                    | Šas                       |
| Náměstek ministra práce a sociální péče | Moše Ze'ev Feldman                  | Agudat Jisra'el           |